# Svetovno prvenstvo v veslanju 2000
Svetovno prvenstvo v veslanju 2000 je bilo 23. svetovno prvenstvo, ki se je odvijalo med 1. in 6. avgustom 2000 na zagrebškem Jarunu.
Zaradi olimpijskih iger, ki so bile prav tako leta 2000 na tem svetovnem prvenstvu niso tekmovali v olimpijskih disciplinah, hkrati pa se je odvijalo tudi mladinsko svetovno prvenstvo. 

## Pregled medalj
| Disciplina:                      | Zlato: | Čas     | Srebro: | Čas     | Bron: | Čas     |
| Moške discipline                 | |         | |         | |         |
| Četverec s krmarjem (M4+)        | Združeno kraljestvo Rick Dunn (b) Toby Garbett (2) Graham Smith (3) Steve Williams (s) Alistair Potts (c)                                                                                  | 6:16.81 | ZDA · Ben Holbrook (b) · James Neil (2) · Garrett Klugh (3) · Ryan Torgerson (s) · Jeffrey Lindy (c)                                                                         | 6:18.53 | Nemčija · Lars Erdmann (b) · Wolfram Huhn (2) · Lars Krisch (3) · Andreas Werner (s) · Joerg Dederding (c)                                                                                    | 6:21.57 |
| Dvojec s krmarjem (M2+)          | ZDA · Matthew Guerrieri (b) · Kurt Borcherding (s) · Nicholas Anderson (c) | 7:07.15 | Romunija Daniel Mastacan (b) Nicolaie Taga (s) Marin Gheorghe (c) | 7:10.11 | Francija · Vincent Maliszewski (b) · Bernard Roche (s) · Anthony Cornet (c) | 7:10.66 |
| Lahki enojec (LM1x)              | Češka Michal Vabrousek | 7:21.32 | Irska Sam Lynch | 7:22.02 | Slovaška Lubos Podstupka | 7:27.94 |
| Lahki dvojni četverec (LM4x)     | Japonska Hitoshi Hase (b) Takehiro Kubo (2) Kazuaki Mimoto (3) Daisaku Takeda (s) | 6:06.43 | Italija Simone Forlani (b) Daniele Gilardoni (2) Franco Sancassani (3) Mauro Baccelli (s)                                                                                    | 6:08.84 | Španija Juan Luis Aguirre Barco (b) Ruben Alvarez Hoyos (2) Alberto Dominguez Lorenzo (3) Juan Zunzunegui Guimerans (s)                                                                       | 6:09.34 |
| Lahki dvojec brez krmarja (LM2-) | Kanada · Ben Storey (b) · Edward Winchester (s) | 6:49.55 | Združeno kraljestvo Peter Haining (b) Nick Strange (s) | 6:50.18 | Danska Morten Hansen Skov (b) Jesper Krogh (s) | 6:50.26 |
| Lahki osmerec (LM8+)             | ZDA · Erik Miller (b) · David Mack (2) · John Cashman (3) · Gabe Winkler (4) · William Fedyna (5) · Martin Schwartz (6) · Angus Maclaurin (7) · Steve Warner (s) · Joshua Fien-Helfman (c) | 5:55.04 | Združeno kraljestvo Phil Baker (b) Matt Beechey (2) James Brown (3) Ned Kittoe (4) Stephen Lee (5) James McGarva (6) Jim McNiven (7) Tim Middleton (s) Christian Cormack (c) | 5:58.06 | Avstralija · Andrew Black (b) · Shane Broad (2) · Andrew Butler (3) · Benjamin Ben Cureton (4) · Glen Loftus (5) · Karl Parker (6) · Matt Russel (7) · Michael Wiseman (s) · Kenneth Chan (c) | 5:59.70 |
| Ženske discipline                | |         | |         | |         |
| Četverec brez krmarke (W4-)      | Belorusija Iryna Bazyleuskaya (b) Natallia Helakh (2) Olga Tratsevskaya (3) Marina Znak (s)                                                                                                | 6:44.90 | Poljska Aneta Belka (b) Honorata Motylewska (2) Iwona Tybinkowska (3) Iwona Zygmunt (s)                                                                                      | 6:47.16 | Romunija Mariorara Ciobanu-Popescu (b) Crina Serediuc (2) Doina Spircu-Craciun (3) Aurica Barascu-Chirita (s)                                                                                 | 6:49.90 |
| Lahki enojec (LW1x)              | Finska Laila Finska-Bezerra | 8:13.50 | Nemčija · Angelika Brand | 8:20.53 | Irska Sinead Jennings | 8:24.30 |
| Lahki dvojec brez krmarke (LW2-) | Združeno kraljestvo Malindi Myers (b) Miriam Taylor (s) | 7:32.93 | ZDA · Stacey Borgman (b) · Catherine Humblet (s) | 7:35.80 | Nemčija · Janet Raduenzel (b) · Gunda Reimers (s) | 7:49.94 |
| Lahki dvojni četverec (LW4x)     | Nemčija · Maja Darmstadt (b) · Michelle Darvill (2) · Anna Kleinz (3) · Karin Stephan (s)                                                                                                  | 6:54.16 | Avstralija · Eliza Blair (b) · Sally Causby (2) · Amber Halliday (3) · Catriona Roach (s)                                                                                    | 6:56.78 | Ljudska republika Kitajska Meiyun Tan (b) Yanni Wang (2) Yue Sun (3) Xiujuan Song (s) | 6:58.21 |

## Medalje po državah
| Mesto  | Država                     |    |    |    | Skupaj |
| ------ | -------------------------- | -- | -- | -- | ------ |
| 1      | ZDA                        | 2  | 2  | 0  | 4      |
| 1      | Združeno kraljestvo        | 2  | 2  | 0  | 4      |
| 3      | Nemčija                    | 1  | 1  | 2  | 4      |
| 4      | Japonska                   | 1  | 0  | 0  | 1      |
| 4      | Kanada                     | 1  | 0  | 0  | 1      |
| 4      | Finska                     | 1  | 0  | 0  | 1      |
| 4      | Češka                      | 1  | 0  | 0  | 1      |
| 4      | Belorusija                 | 1  | 0  | 0  | 1      |
| 9      | Avstralija                 | 0  | 1  | 1  | 2      |
| 9      | Irska                      | 0  | 1  | 1  | 2      |
| 9      | Romunija                   | 0  | 1  | 1  | 2      |
| 12     | Italija                    | 0  | 1  | 0  | 1      |
| 12     | Poljska                    | 0  | 1  | 0  | 1      |
| 14     | Francija                   | 0  | 0  | 1  | 1      |
| 14     | Ljudska republika Kitajska | 0  | 0  | 1  | 1      |
| 14     | Španija                    | 0  | 0  | 1  | 1      |
| 14     | Slovaška                   | 0  | 0  | 1  | 1      |
| 14     | Danska                     | 0  | 0  | 1  | 1      |
| Skupaj | Skupaj                     | 10 | 10 | 10 | 30     |